# Šmolka

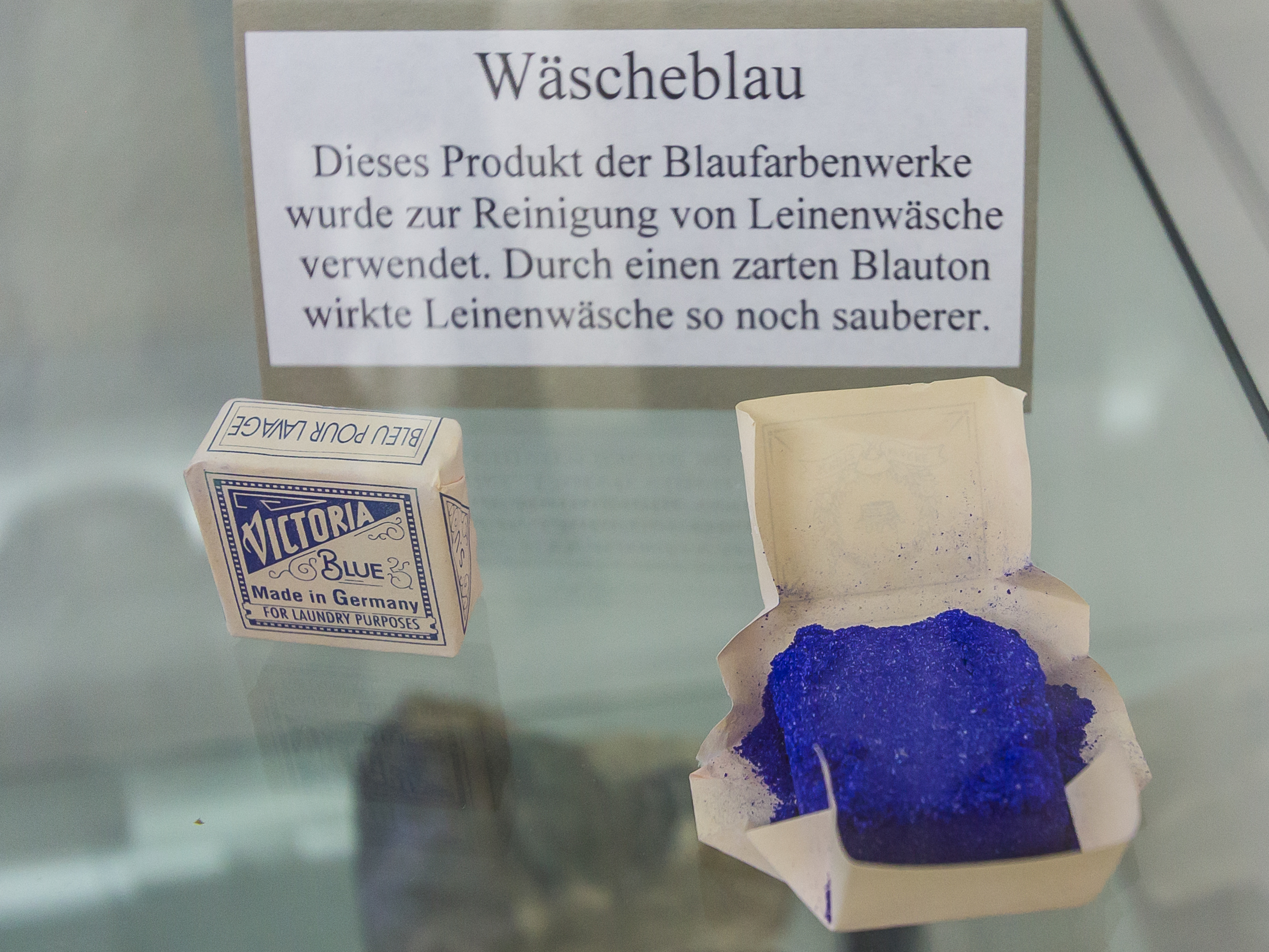
Šmolka – druh Viktorie

Šmolka (z německého Schmalte) je modrá, minerální, ve vodě rozpustná barva vyráběná z kobaltových rud. Z pohledu chemiků je šmolka křemičitan kobaltnato-draselný. K dalším jejím názvům patří kobaltová modř a modřidlo.

## Evropská historie
Do konce 18. století byl Hornický region Erzgebirge/Krušnohoří světovým výrobcem a exportérem pigmentu známém jako kobaltová modř. Také v 19. století byla saská důlní oblast Schneeberg nejvýznamnějším místem, kde se kobaltové rudy nacházely a těžily.

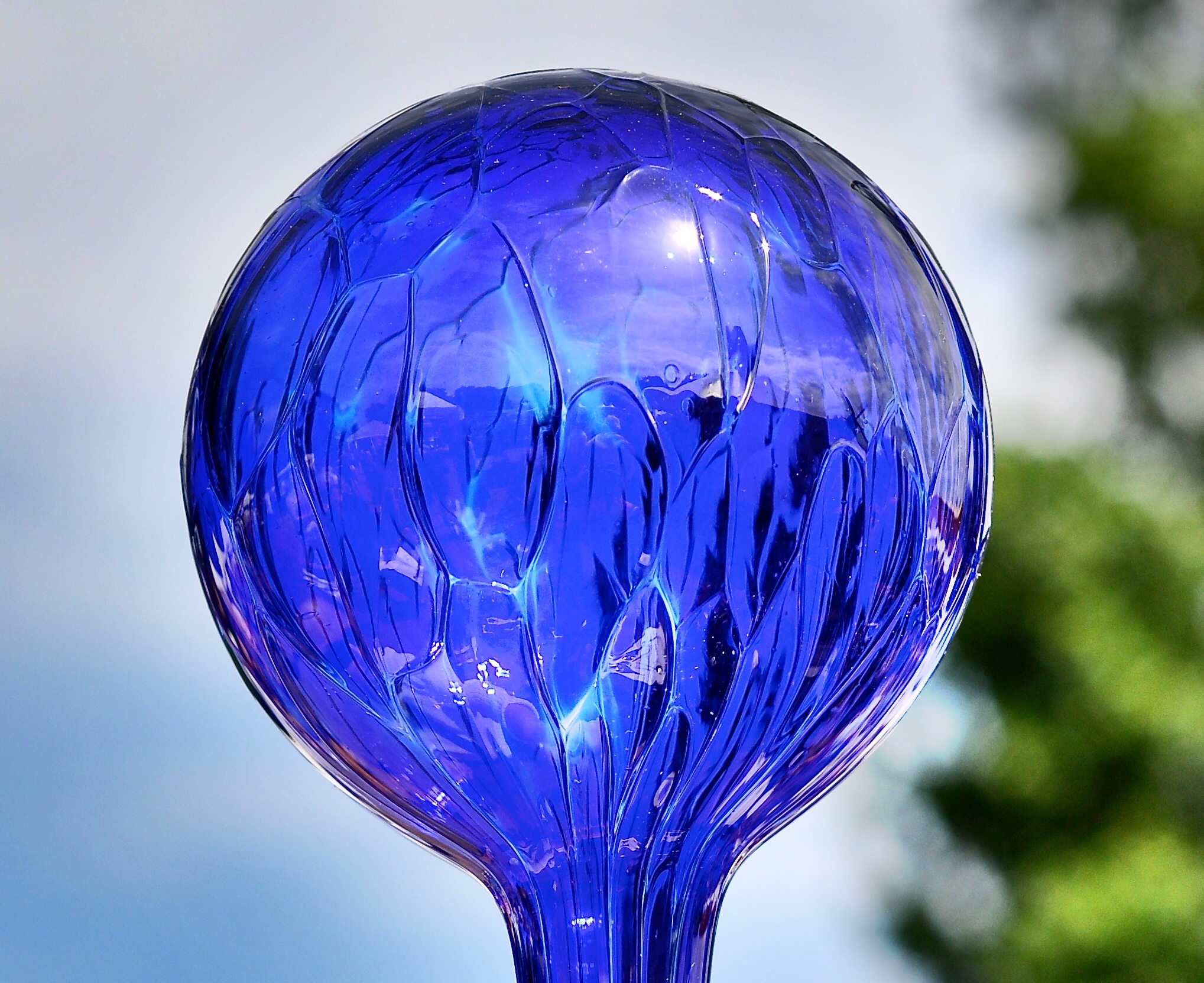
Kobaltová modř – sklo

Stručný postup výroby šmolky je popsán v článku Černá (přítok Cvikovské Muldy). Tam se sklo, vyrobené například ve sklářských hutích v Horní Blatné z rudy v Potůčkách, rovněž mlelo.

## Užití
Práškový pigment šmolka měl a má mnohostranné použití, např.:
- ke zdobení porcelánu,[4] keramiky,[2] skla, omítek,[6] pigment používají umělci a nejen oni. Tímto pigmentem se maluje cibulák.

- V minulosti se šmolka často používala k dosažení sněhobílé barvy u zažlouté textilie. Vyprané prádlo (např. háčkované záclony) se při závěrečném ručním máchání opatrně modřilo ve vodním roztoku šmolky.[3] Nejedná se o chemický proces bělení. V menší míře se šmolka na praní užívá i v 21. století.

## 21. století

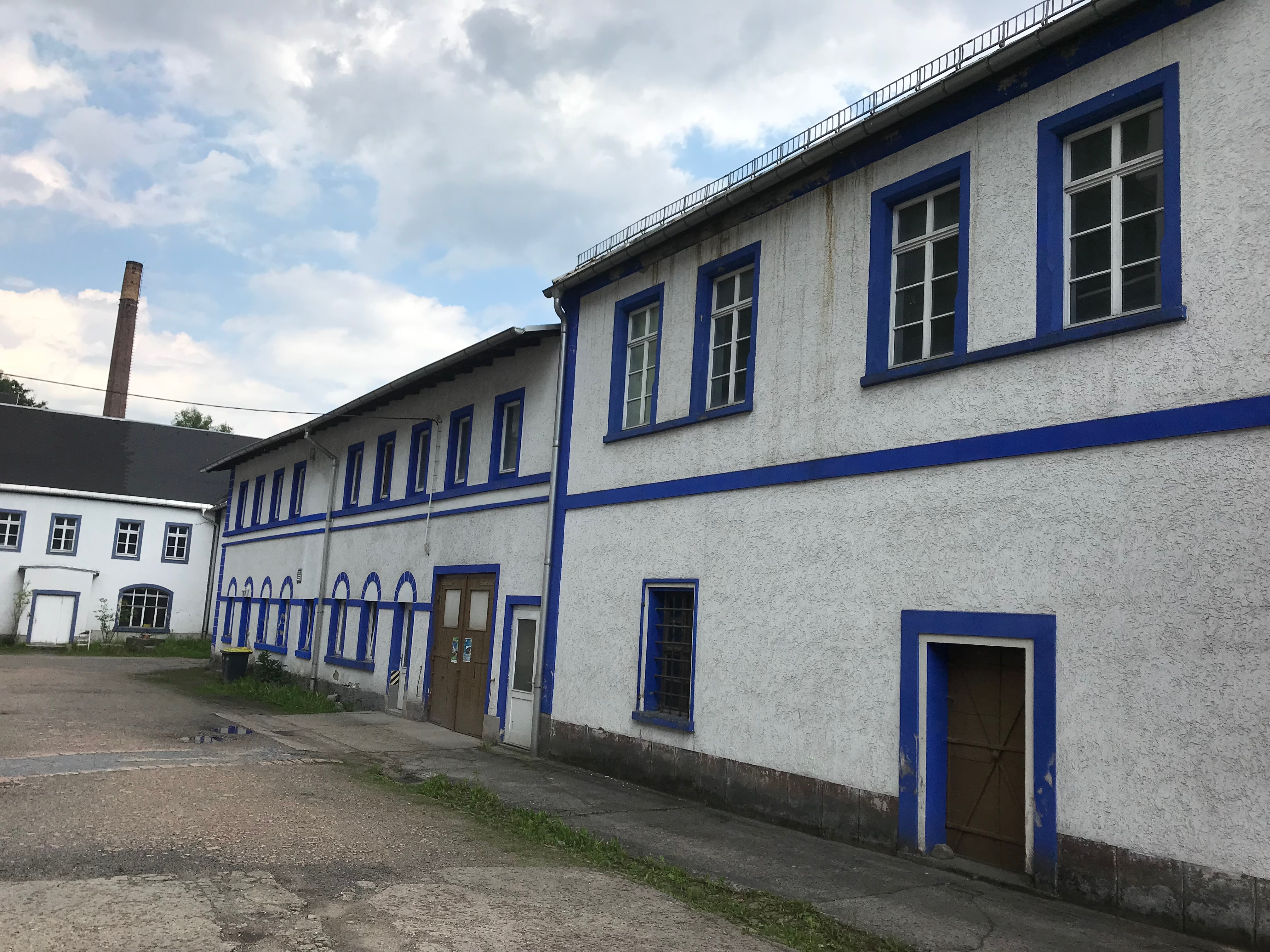
Schindlersches Blaufarbenwerk

V hornickém regionu Erzgebirge/Krušnohoří, který byl zapsán 6. července 2019 na Seznam světového dědictví UNESCO, je uvedena jako hmotná památka i Schindlerova továrna na výrobu modrých barviv a pigmentů. Jedná se pravděpodobně o nejstarší továrnu na světě. Továrna má dlouhou tradicí spojenou s výrobou modrých kobaltových barev a pigmentů – v novější době svou produkci rozšířila i o barvy jiné. Továrna je v soukromém vlastnictví a stále vyrábí i modrou šmolku na praní.